# Lapp erdeicsótány
A lapp erdeicsótány (Ectobius lapponicus) a rovarok (Insecta) osztályának csótányok (Blattodea) rendjébe és az erdei csótányfélék (Ectobiidae) családjába tartozó faj.
Sok más csótányfajjal ellentétben egyáltalán nem kártevő faj, erdős területek lakója, nem az ember közelségében él.

## Elterjedése
Egész Európában megtalálható, de elsősorban az északi, és közép-európai részeken gyakori, egészen Szibériáig. Behurcolt fajként már Észak-Amerikában is megtalálható.
Magyarországon az erdős területeken gyakori.

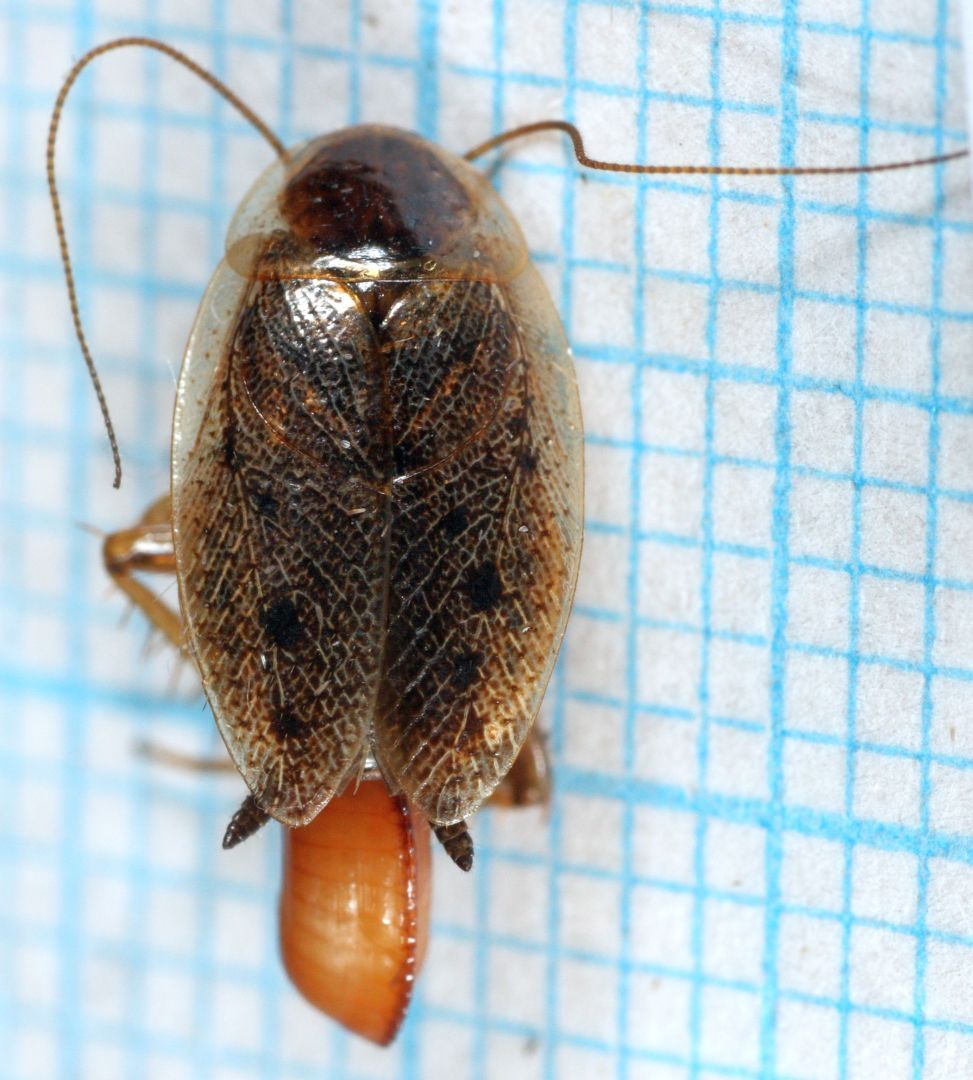
Nőstény egyed a petetokkal

## Megjelenése
0,6–1,3 cm nagyságú, piszkossárga színű, rendkívül hosszú csápokkal rendelkező csótányfaj. Mindkét ivar fejlett szárnyakkal rendelkezik, elsősorban a hímek repülnek. A nőstények erős lábaikkal jól ugranak.

## Életmódja
Sok más csótánnyal ellentétben a lapp erdeicsótány nappali életmódot folytat. Erdők, tisztások, erdőszegélyek lakója. Az avarban élnek, a nőstények leginkább a talajon találhatók meg, míg a hímek a kisebb bokrokat kedvelik.
Táplálkozásukat tekintve mindenevők, különféle szerves hulladékokat fogyasztanak, egyes esetekben apró rovarokat is.

## Szaporodás, egyedfejlődés
A petékből kikelő lárvák szüleikre hasonlítanak, de szárnyakkal nem rendelkeznek. A nimfák az avarban élnek, éjjel aktívak. Magyarországon a telet lárva alakban vészelik át.

## Rokon fajok
Közép-Európában 12 erdeicsótány faj őshonos. Igen hasonló fajok a fekete erdeicsótány (Ectobius sylvestis) és a 8 mm-esre megnövő kis erdeicsótány (Ectobius panzeri).

## A taxon az irodalomban
- A lapp erdeicsótány egy hím példánya érintőlegesen említve szerepel Kőhalmi Zoltán magyar humorista első, A férfi, aki megølt egy férfit, aki megølt egy férfit című regényében (a harmadik rész 8. fejezetében), mint a Lotte és Kristoffer című, fiktív gyerekkönyvsorozat egyik címszereplője.